# Mohamed Morsi
Muhammad Morsi Isa' al-Ayyat (tiếng Ả Rập Ai Cập: محمد محمد مرسى عيسى العياط, IPA: [mæˈħæmmæd mæˈħæmmæd ˈmoɾsi ˈʕiːsæ l.ʕɑjˈjɑːtˤ]; 20 tháng 8 năm 1951 – 17 tháng 6 năm 2019) là một nhà chính trị Ai Cập và là cựu Tổng thống của Ai Cập.
Ông là Chủ tịch của Đảng Tự do và Chính nghĩa (FJP) từ ngày 30 tháng tư 2011. Đây là một đảng chính trị do tổ chức Huynh đệ Hồi giáo thành lập sau cuộc cách mạng Ai Cập 2011. Ông là một đại biểu Quốc hội từ năm 2000 đến 2005.
Ngày 24 tháng 6 năm 2012, Ủy ban bầu cử Ai Cập thông báo rằng Morsi đã giành được chiến thắng trong cuộc bầu cử tổng thống Ai Cập. Morsi giành chiến thắng sát sao trước Ahmed Shafiq, thủ tướng cuối cùng trong chính quyền của Hosni Mubarak. Ủy ban cho biết Morsi giành được 51,7% phiếu bầu so với 48,3 của Shafiq.
Với tư cách là tổng thống, Morsi đã ban hành một tuyên bố hiến pháp tạm thời vào tháng 11 năm 2012 rằng có hiệu lực đã trao cho ông quyền hạn vô hạn và quyền lực luật pháp mà không có tư pháp giám sát hoặc xem xét các hành vi của mình như là một động thái phủ nhận chống lại sự giải thể dự kiến của hội đồng cấu thành thứ hai bởi Mubarak. hiến pháp mới sau đó được hoàn thành một cách vội vã bởi Hồi giáo – hội nghị lập hiến thống trị, trình lên tổng thống và lên kế hoạch trưng cầu dân ý trước Tòa án Hiến pháp Tối cao có thể phán quyết về tính hợp hiến của hội đồng, được mô tả bởi các cơ quan báo chí độc lập không phù hợp với chế độ như là một "cuộc đảo chính Hồi giáo". Các vấn đề này, cùng với các khiếu nại về việc truy tố các nhà báo và tấn công người biểu tình bất bạo động, dẫn đến các cuộc biểu tình năm 2012. Là một phần của thỏa hiệp, Morsi đã bãi bỏ các sắc lệnh. Trong cuộc trưng cầu dân ý về hiến pháp mới, nó đã được khoảng hai phần ba cử tri tán thành.
Vào ngày 30 tháng 6 năm 2013, các cuộc biểu tình đã nổ ra trên khắp Ai Cập, trong đó những người biểu tình kêu gọi từ chức của tổng thống. Để đối phó với các sự kiện, Morsi đã được Quân đội Ai Cập đưa ra tối hậu thư 48 giờ để đáp ứng yêu cầu của họ và giải quyết các khác biệt chính trị, nếu không họ sẽ can thiệp bằng cách "thực hiện bản đồ đường đi của riêng họ" cho Quốc gia. Ông là 2013 cuộc đảo chính của Ai Cập của Al Azhar Ahmed el-Tayeb và Thượng phụ Copt Tawadros II (Giáo hội Chính thống giáo Copt). Quân đội đã đình chỉ hiến pháp và bổ nhiệm Chủ tịch Tòa án Hiến pháp Tối cao Ai Cập, Adly Mansour, làm tổng thống lâm thời. Huynh đệ Hồi giáo đã phản đối cuộc đảo chính quân sự, nhưng các cuộc biểu tình ủng hộ Morsi đã bị đàn áp trong vụ thảm sát Rabaa tháng 8 năm 2013 trong đó ít nhất 817 thường dân đã bị giết. Lãnh đạo phe đối lập ElBaradei bỏ cuộc biểu tình tại vụ thảm sát.
Sau khi bị lật đổ, các công tố viên Ai Cập đã buộc tội Morsi với nhiều tội ác khác nhau và tìm kiếm tử hình, một động thái bị tố cáo bởi Ân xá Quốc tế là "một cuộc diễu hành dựa trên các thủ tục vô hiệu". Bản án tử hình của ông đã được hủy bỏ vào tháng 11 năm 2016 và lệnh tái thẩm. Morsi chết trong phiên tòa vì nhồi máu cơ tim ngày 17 tháng 6 năm 2019.

## Thời trẻ
Morsi sinh ra ở tỉnh Sharqia, miền bắc Ai Cập. Ông tốt nghiệp cử nhân và Thạc sĩ kỹ thuật tại Đại học Cairo lần lượt vào năm 1975 và 1978. Ông nhận bằng tiến sĩ kỹ thuật của Đại học Nam California vào năm 1982. Từ 1982 đến 1985, ông là trợ lý giáo sư tại Đại học bang California, Northridge. Năm 1985, ông trở về Ai Cập để giảng dạy tại Đại học Zagazig. Hai trong số năm người con của ông được sinh ra tại California và là công dân Mỹ do được sinh ra ở Mỹ.

## Sự nghiệp chính trị
Morsi là đại biểu Quốc hội từ 2000 đến 2005, ông được bầu là một ứng cử viên độc lập bởi vì về kỹ thuật Hội Huynh đệ Hồi giáo bị cấm hoạt động dưới thời Tổng thống Hosni Mubarak. Ông là thành viên của Văn phòng Hướng dẫn của Hội Huynh đệ Hồi giáo cho đến khi thành lập Đảng Tự do và Chính nghĩa năm 2011, tại thời điểm đó, ông được tổ chức này bầu là chủ tịch đầu tiên của đảng mới.
Sau khi Khairat El-Shater bị loại khỏi cuộc bầu cử tổng thống năm 2012, Morsi do là ứng cử viên dự bị, đã trở thành ứng cử viên chính thức mới của Huynh đệ Hồi giáo.
Quân đội đã đảo chính và lật đổ ông vào ngày 3 tháng 7 năm 2013.
Ngày 21/4/2015, một tòa án tại Ai Cập đã kết án cựu Tổng thống Mohammed Morsi 20 năm tù liên quan tới việc giết hại người biểu tình trong thời gian ông nắm quyền. Đây là phán quyết đầu tiên mà ông phải đối diện kể từ sau khi bị lật đổ, và là một trong một số các phiên tòa ông sẽ phải ra hầu.